# Saul e David (opera)

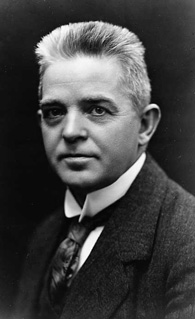
Carl Nielsen nel 1910

Saul e David (Danese: Saul og David) è la prima delle due opere del compositore danese Carl Nielsen. Il libretto in quattro atti, di Einar Christiansen, racconta la storia biblica della gelosia di Saul per il giovane Davide, tratta dal Libro di Samuele. La prima rappresentazione fu al Teatro reale danese, Copenaghen, il 28 novembre 1902.

## Storia
La musica fu composta piuttosto lentamente in un periodo di due anni, in parte a Copenaghen, in parte quando Nielsen era a Roma per un soggiorno prolungato tra il dicembre 1899 e il giugno 1900. Completata nell'aprile 1901, l'opera fu sottoposta al Royal Theatre per l'aggiudicazione. Il direttore d'orchestra, Johan Svendsen, raccomandò che l'opera fosse eseguita in anticipo, alludendo a un "lavoro molto interessante, che porta in tutto l'impronta di un artista di talento indipendente" che ha dimostrato "chiarezza e sicurezza".
L'opera è una delle creazioni musicali per il teatro più importanti della Danimarca, ma è difficile da mettere in scena poiché gli episodi drammatici sono spesso separati da sequenze più lunghe e meno dinamiche. Le scene corali sono sicuramente tra i momenti salienti dell'opera. La musica, che è sia drammatica che lirica, è priva di qualsiasi effetto tardo romantico. Ciò potrebbe, tuttavia, spiegare perché il lavoro non ha guadagnato una popolarità più vasta.

## Esecuzione
La prima del 28 novembre 1902 fu accolta con entusiasmo, almeno da parti del pubblico, poiché più di un critico parlò di continui applausi da parte di un gruppo di amici e sostenitori del compositore. William Behrend di Politiken osservò che Nielsen "ha condotto lo spettacolo con grande sicurezza ed uno zelo del tutto naturale", ma si è chiesto se il lavoro avrebbe attirato lo stesso entusiasmo nelle produzioni future. Diversi altri recensori hanno sottolineato che non era certo un'opera in senso classico, ma era più simile a un oratorio con il suo trattamento sinfonico, il suo approccio drammatico freddo e i suoi grandi pezzi corali.
Ci furono solo poche altre esibizioni di Saul e David a Copenaghen durante la vita di Nielsen e nonostante i suoi sforzi per farlo eseguire a Dresda e Vienna, fu solo nel novembre 1928 che fu messo in scena all'estero a Göteborg. Nielsen, che diresse l'ultima delle esibizioni di Göteborg, notò nel suo album dei ritagli che la critica l'aveva accolto con entusiasmo.
La prima produzione britannica è stata nel febbraio 1977 a Londra dalla University College Opera Society.

## Ruoli
| Ruolo                       | Registro vocale       | Cast della prima, 28 novembre 1902 (Direttore: Carl Nielsen) |
| --------------------------- | --------------------- | ------------------------------------------------------------ |
| Saul, Re d'Israele          | basso-baritono        | Niels Juel Simonse                                           |
| David, un pastore           | tenore                | Vilhelm Herold                                               |
| Michal, La figlia di Saul   | soprano               | Emilie Ulrich                                                |
| Jonathan, Il figlio di Saul | tenore                | Peter Cornelius                                              |
| Samuele, profeta d'Israele  | basso                 | Müller                                                       |
| Abner, Capitano di Saul     | basso-baritono        | Helge Nissen                                                 |
| Abishai, Compagno di David  | voce bianca o soprano | Margrethe Lindrop                                            |
| Strega di Endor             | contralto             | Elisabeth Dons                                               |
| Coro: Israeliti e soldati   |                       |                                                              |

## Trama

### Atto 1
Saul e il suo esercito attendono l'arrivo di Samuele a Galgala per il sacrificio al Dio di Israele prima della battaglia con i Filistei. Ma Samuele non viene al momento stabilito, quindi Saul esegue lui stesso il sacrificio. Qualche istante dopo arriva Samuele e denuncia le azioni del re e pronuncia la maledizione di Dio su Saul. Anche se Saul si pente, Samuele rimane risoluto e Saul cade nella disperazione. L'amico di Gionatan, Davide, lenisce Saul con il suo canto. Michal e David si innamorano.

### Atto 2

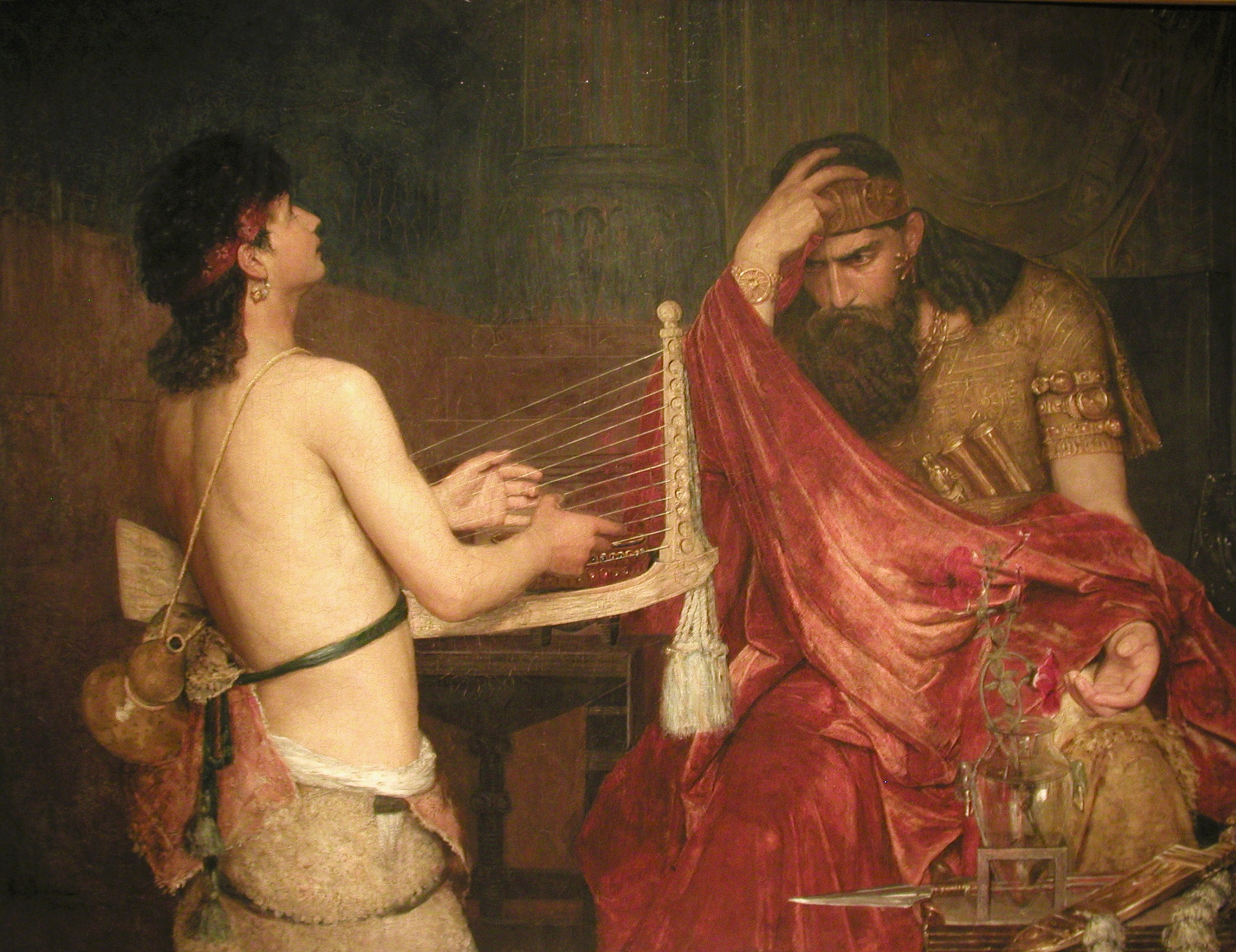
David och Saul by Ernst Josephson (1878)

Abner interrompe Davide, che canta per Saul, e annuncia la sfida del campione filisteo Golia. Saul promette la mano di Michal a chiunque possa sconfiggere Golia. David accetta la sfida e ci riesce. Saul diventa immediatamente geloso dell'adulazione ricevuta da Davide, e Davide scappa per sfuggire all'ira del re.

### Atto 3
Davide e Abishai vengono al campo di Saul quando tutti dormono. Davide prende la lancia di Saul e il contenitore dell'acqua per mostrare che è stato dal re ma non gli ha fatto del male. Grida dalla cima della collina per risvegliare il campo e implora la riconciliazione, ma questo è prevenuto dall'arrivo di Samuele, che prima di morire unge Davide, il nuovo re d'Israele. La gelosia di Saul divampa di nuovo e Davide fugge con Michal.

### Atto 4
Saul e Abner hanno la meglio sulla Strega di Endor per resuscitare lo spirito di Samuele dai morti. Saul implora Samuele di chiedere aiuto contro i Filistei, ma Samuele dichiara che Dio ha abbandonato Saul, che Saul e tutti i suoi figli moriranno prima che il giorno sia finito. Inizia la battaglia e Jonathan viene ferito a morte. Saul si dispera e cade sulla sua spada. Le persone acclamano Davide come il loro nuovo re, ma Davide è affranto per la morte di Saul e di Jonathan.

## Incisioni
- Unicorn RHS 343/5: Boris Christoff, Willy Hartmann, Elisabeth Söderström, Alexander Young, Michael Langdon, Kim Borg, Bodil Gobel, Sylvia Fisher, Mogens Berg, Kirsten Buhl-Moller; Orchestra Sinfonica Nazionale Danese e Coro; John Alldis Choir; Jascha Horenstein, direttore (Cantata in Inglese)[5]
- Chandos 8911(2): Aage Haugland, Anne Gjevang, Christian Christiansen, Jurgen Klint, Kurt Westi, Peter Lindroos, Tina Kiberg; Danish National Coro; Orchestra Sinfonica Nazionale Danese; Neeme Järvi, direttore (cantata in Danese, 1990)[6]